# Myopa buccata
Myopa buccata är en tvåvingeart som först beskrevs av Carl von Linné 1758.  Myopa buccata ingår i släktet Myopa och familjen stekelflugor. Arten är reproducerande i Sverige. Inga underarter finns listade i Catalogue of Life.